# 能勢弘之
能勢 弘之（のせ ひろゆき、1937年5月7日 - 2000年8月1日）は、日本の法学者。専門は刑事訴訟法。法学博士。元北海道大学法学部教授。
大学院入学の時点では小山昇に師事して民事訴訟法を専攻するも、のちに専攻を転じて田宮裕のもとで刑事訴訟法を研究した。

## 略歴
- 北海道岩見沢市生まれ
- 1961年 北海道大学法学部卒業
- 1967年　北海道大学大学院法学研究科博士課程退学し、北海道大学法学部助手
- 1967年 「公訴の利益」により法学博士号を取得（北海道大学）[1]
- 1968年 西ドイツ・テュービンゲン大学法学部に留学
- 1970年 北海道大学法学部助教授
- 1975年 北海道大学法学部教授
- 2000年 北海道大学大学院法学研究科教授、同年逝去[2]

## 人物・家族
陽気な人柄で、酒豪、愛煙家であった。アメリカ・ベイラー医科大学教授で医学博士（北海道大学）の能勢之彦は長兄。自治省官僚出身の岩見沢市市長だった能勢邦之は次兄。北海道大学文類から法学部への進学次の成績は全文系学生中の全優首席で、法学部在学中は「カミソリ能勢」の異名を取る秀才であった。大学院進学時には、同期の熊本信夫、中村睦男とともに「花の昭和36年組」と呼ばれた。

## 著書
- 『誤判の研究－西ドイツの再審事例』（共訳、北海道大学図書刊行会、1981年）
- 『講義刑事訴訟法』（共編著、青林書院新社、1984年）
- 『刑事訴訟法25講』（青林書院、1987年）
- 『刑法の重要問題50選II 各論』（編著、信山社出版、1999年）

など